# Convento do Carmo

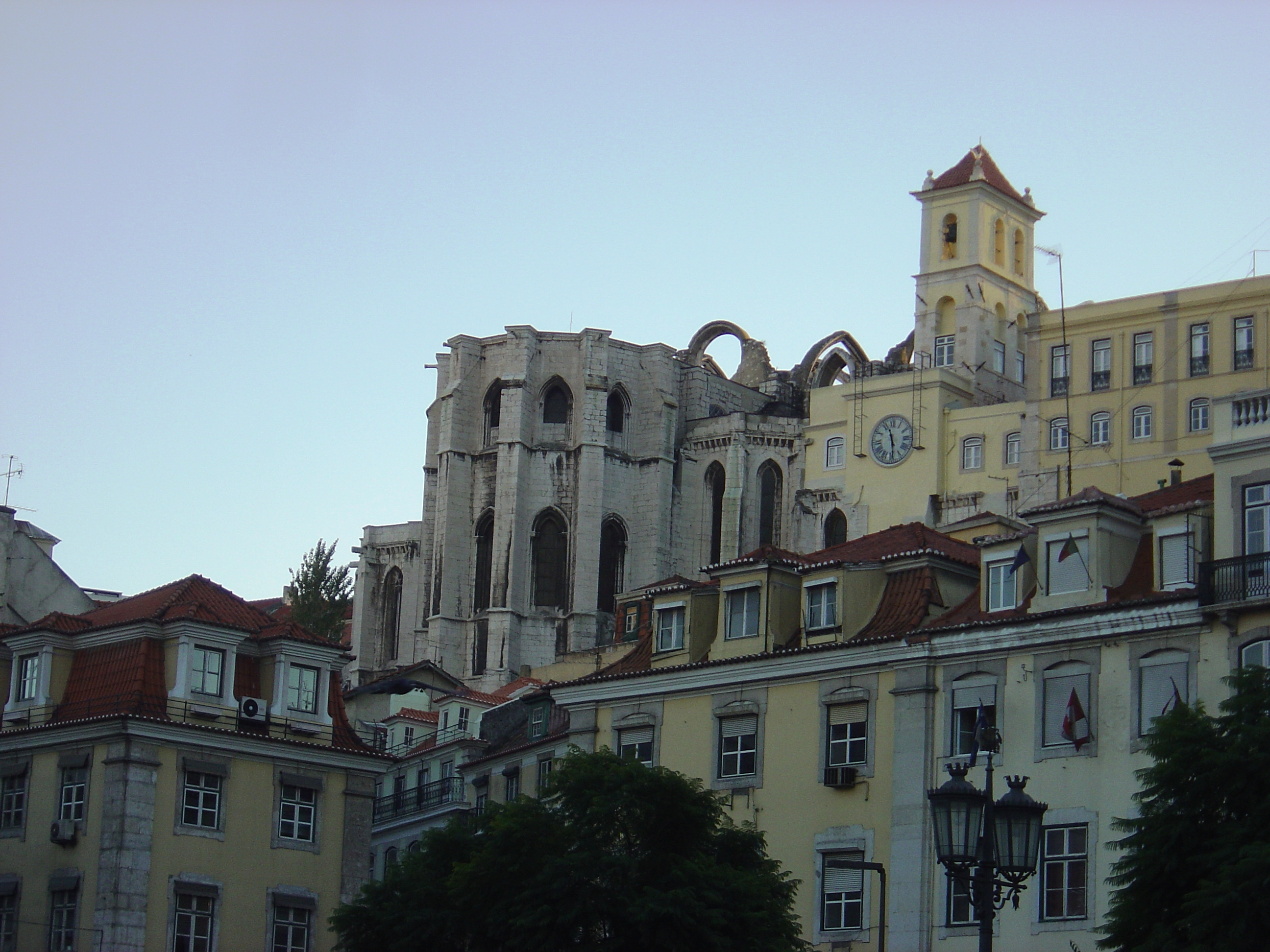
Convento do Carmo

Convento do Carmo je karmelitánský klášter, jehož ruiny se nacházejí v portugalském hlavním městě Lisabonu na náměstí Largo do Carmo. Klášter stojí na svahu nad náměstím Rossio a naproti kopci s hradem sv. Jiří (Castelo de São Jorge). Ve své době byl gotický kostel patřící k tomuto klášteru (Igreja do Carmo) jedním z hlavních lisabonských kostelů, ale po zemětřesení roku 1755 skončil celý klášter v troskách a už nikdy nebyl zrekonstruován. 
Ruiny kostela patří k hlavním lisabonským památkám připomínajícím toto ničivé zemětřesení a od roku 1864 zde najdeme archeologické muzeum (Museu Arqueológico do Carmo).

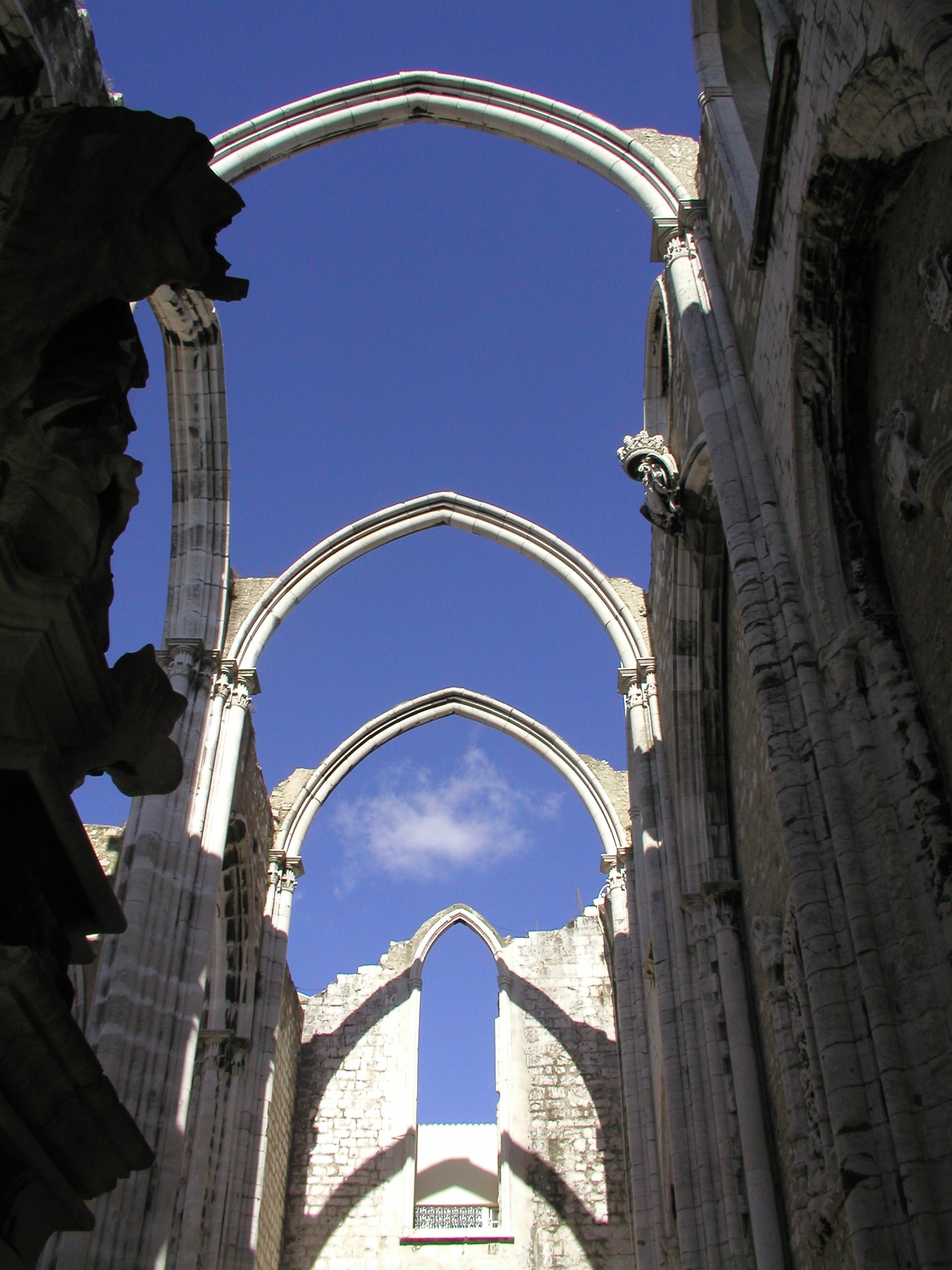
Convento do Carmo

## Historie
Convento do Carmo byl založen roku 1389 sv. Nunem Álvaresem Pereirou a jeho prvními obyvateli byli karmelitánští mniši z města Moura, kteří sem přišli roku 1392. Pereira věnoval klášteru všechno své bohatství a poté, co se stal novým členem karmelitánského řádu, do něj sám vstoupil. V klášteře zemřel a byl pohřben.
1. listopadu 1755 postihlo Lisabon zemětřesení a celý klášter, včetně kostela, ve kterém právě probíhala mše, se zřítil a pohřbil mnoho věřících. Za vlády Marie I. sice začala rekonstrukce jednoho z klášterních křídel v novogotickém stylu, ale roku 1834 byly práce na klášteru zastaveny poté, co došlo k vyhnání církevních řádů z Portugalska. Rekonstrukce se tak dočkaly pouze pilíře a oblouky chrámových lodí. V 19. století přišel romantismus a s ním zájem o ruiny, a tak bylo rozhodnuto, že stavba zůstane nedokončena.
Obytné části klášteru byly roku 1836 přeměněny na vojenské kasárny. Během Karafiátové revoluce roku 1974 se zde před Hnutím ozbrojených sil skrýval portugalský prezident Marcelo Caetano. Budova starého kláštera dnes slouží jako základna armádní policie (Guarda Nacional Republicana).

## Architektura
Klášter byl postaven v letech 1389 až 1423 v gotickém stylu a je na něm patrná inspirace klášterem ve městě Batalha, který pochází ze stejné doby.
Kostel má půdorys latinského kříže. Hlavní průčelí zdobí portál s několika archivoltami a hlavicemi s rostlinnými a antropomorfními motivy. Rozeta nad portálem je částečně zničena. Jižní strana je zpevněna pěti opěrnými pilíři, které byly přidány roku 1399 poté, co se během rekonstrukce zřítila jižní zeď. Starý klášter, nacházející se napravo od průčelí, byl na začátku 20. století přestavěn v novogotickém stylu. Interiér kostela tvoří 3 lodi s jednou hlavní kaplí a čtyřmi apsidami. Ze stropu lodi po zemětřesení zůstaly jen příčné lomené oblouky, které ho podpíraly.

## Archeologické muzeum
V muzeu jsou k vidění artefakty z různých období portugalské historie. Za zmínku stojí exponáty pocházející z paleolitu a neolitu vykopané u pravěké pevnosti poblíž města Azambuja (35000 až 1500 př. n. l.). V muzeu najdeme také mnoho gotických sarkofágů, mezi nimi sarkofág Fernãa Sanchese, nemanželského syna krále Dinise I. , a krále Fernanda I. Mezi další zajímavé exponáty patří socha krále ze 12. století (nejspíše jde o Alfonse Henriquese), předměty z římského a vizigótského období a peruánské mumie.

## Galerie

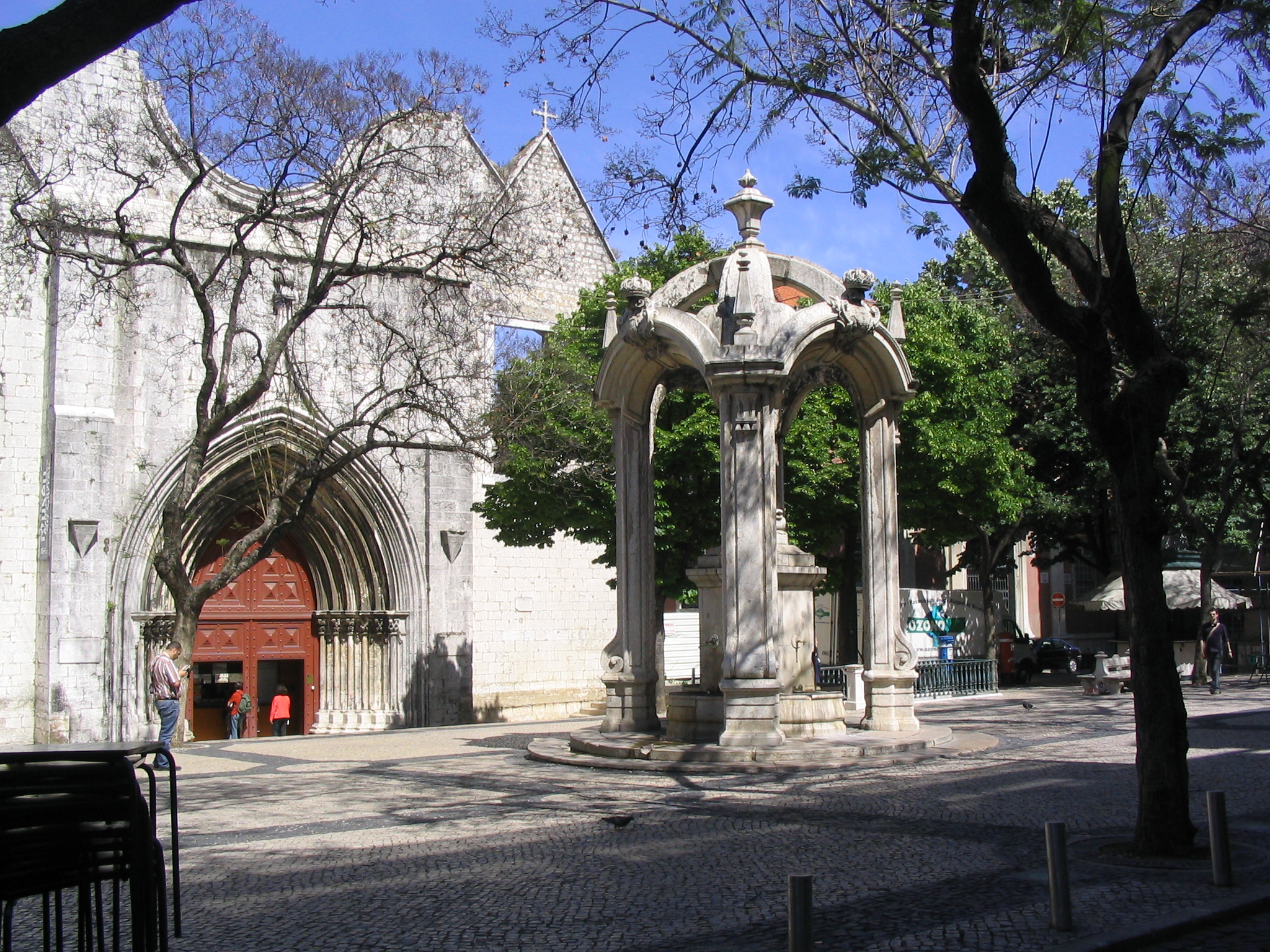
Náměstí Largo do Carmo a vstup do kostela
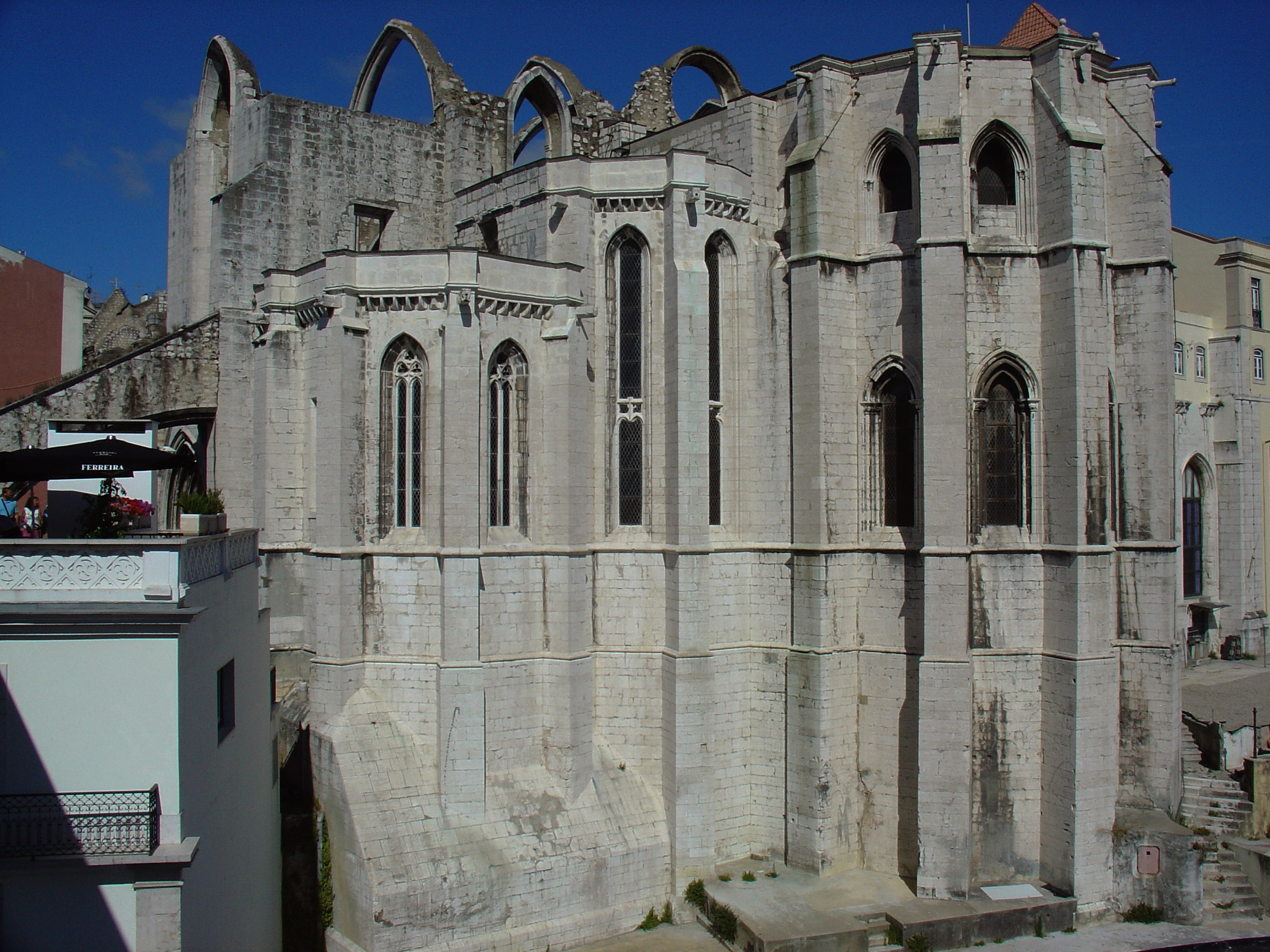
Convento do Carmo
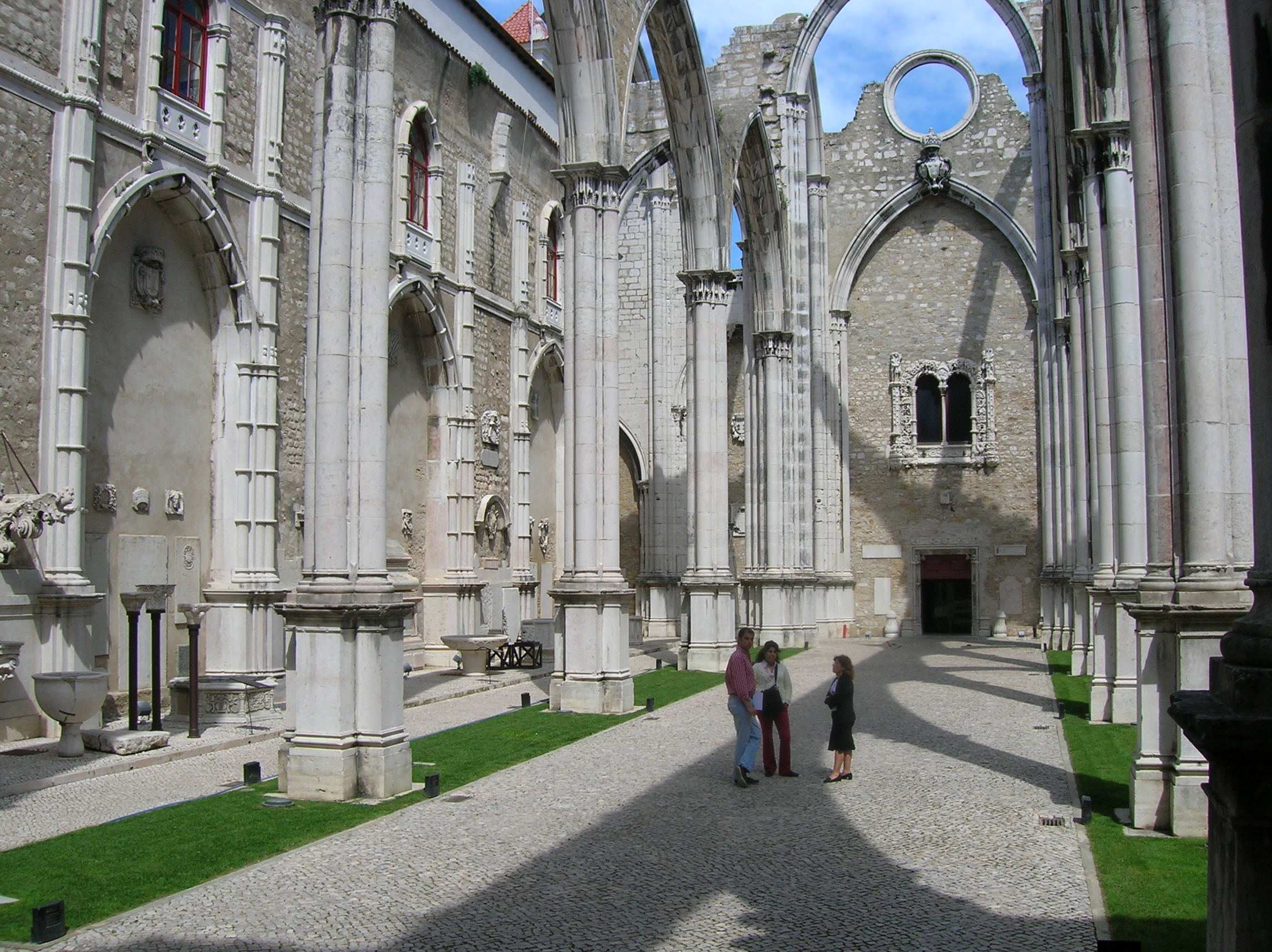
Convento do Carmo
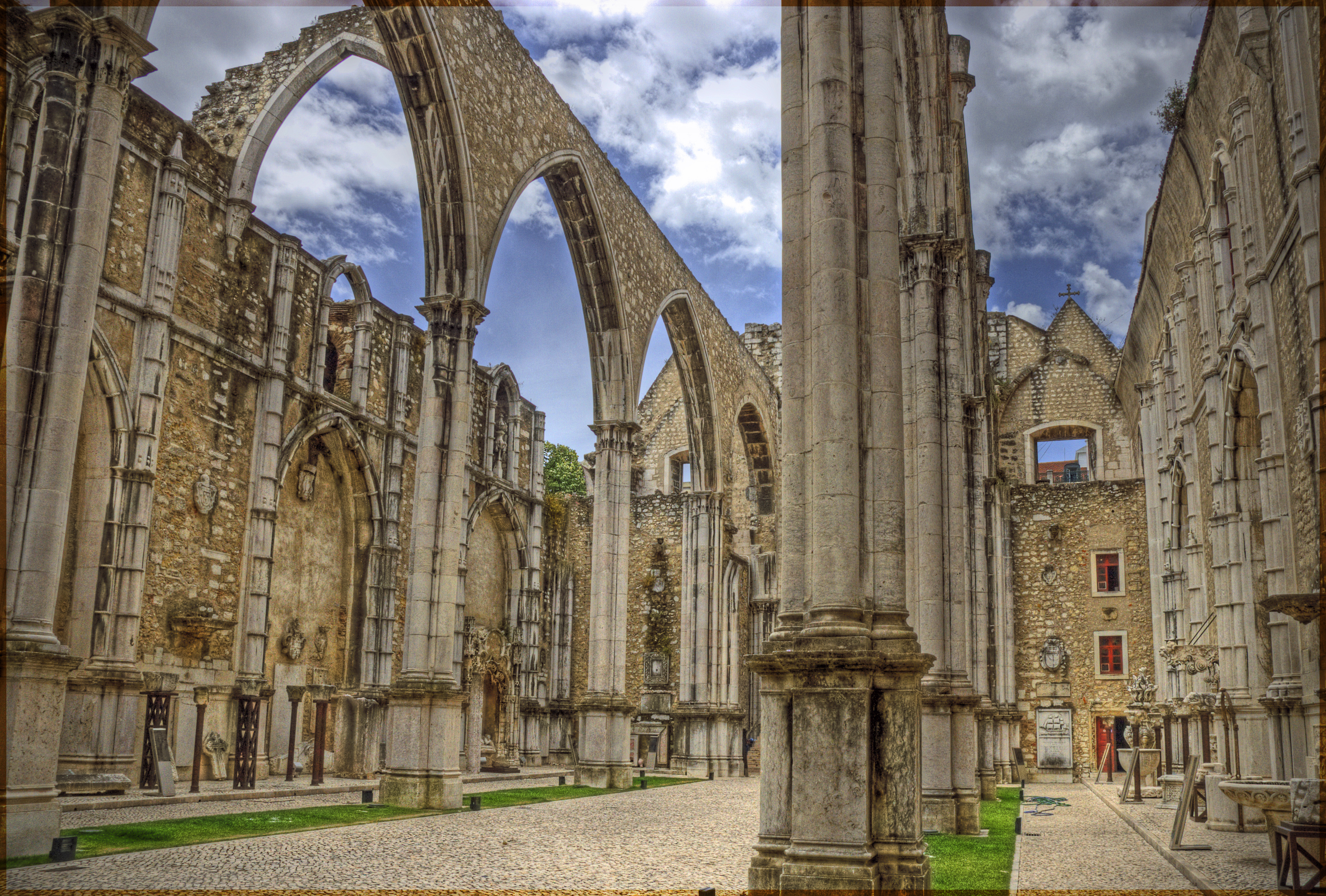
Convento do Carmo
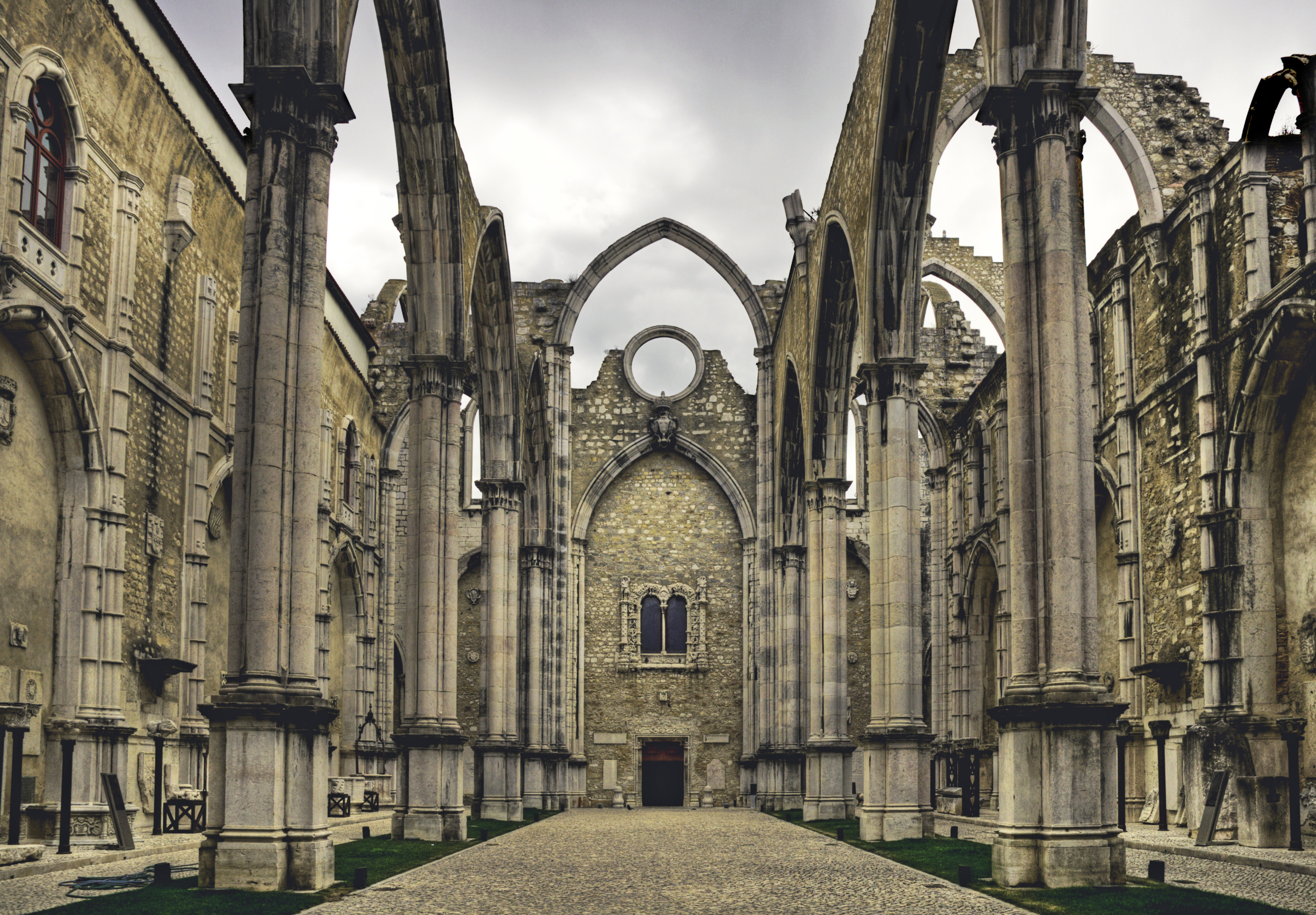
Convento do Carmo
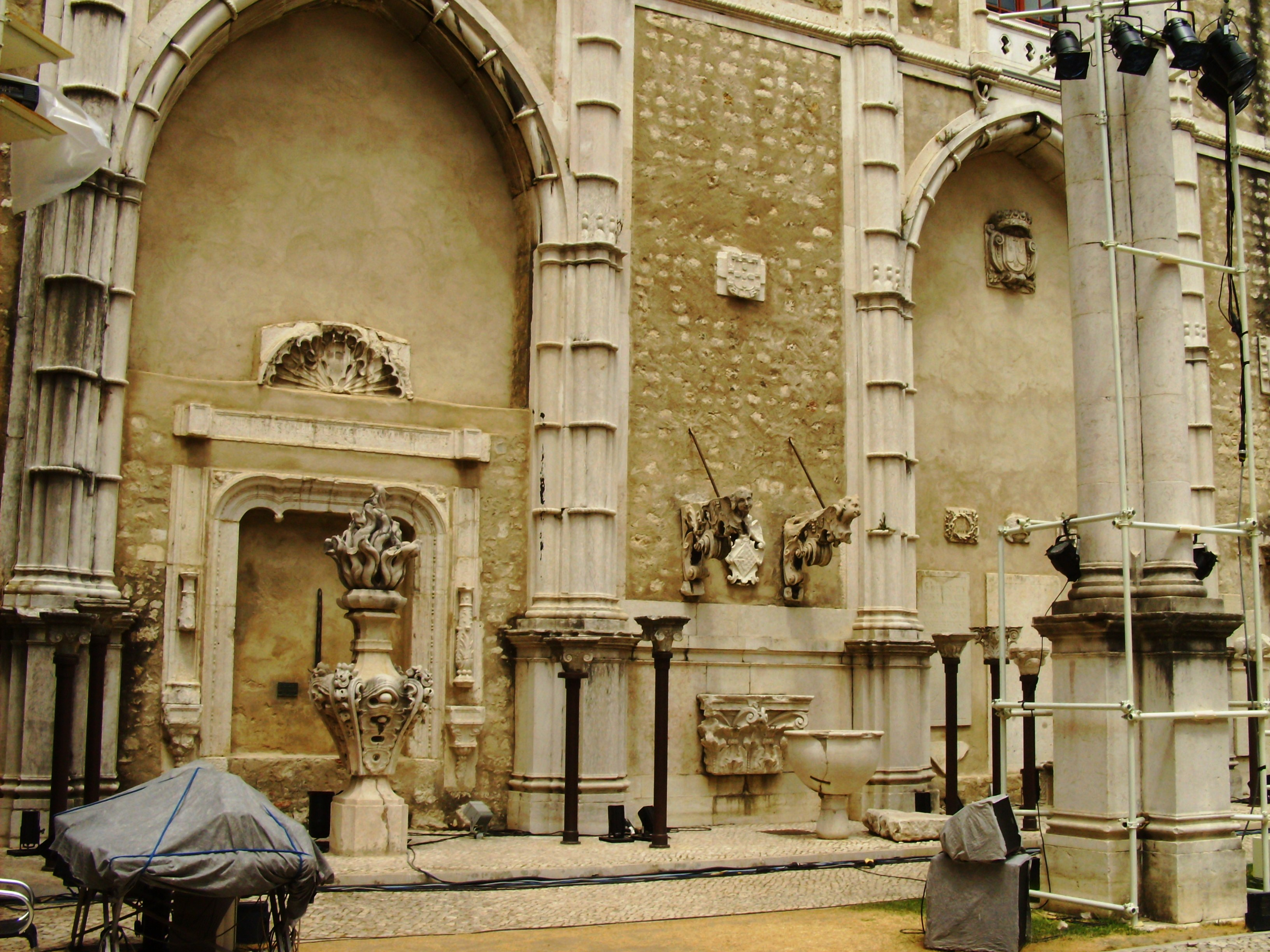
Archeologické muzeum
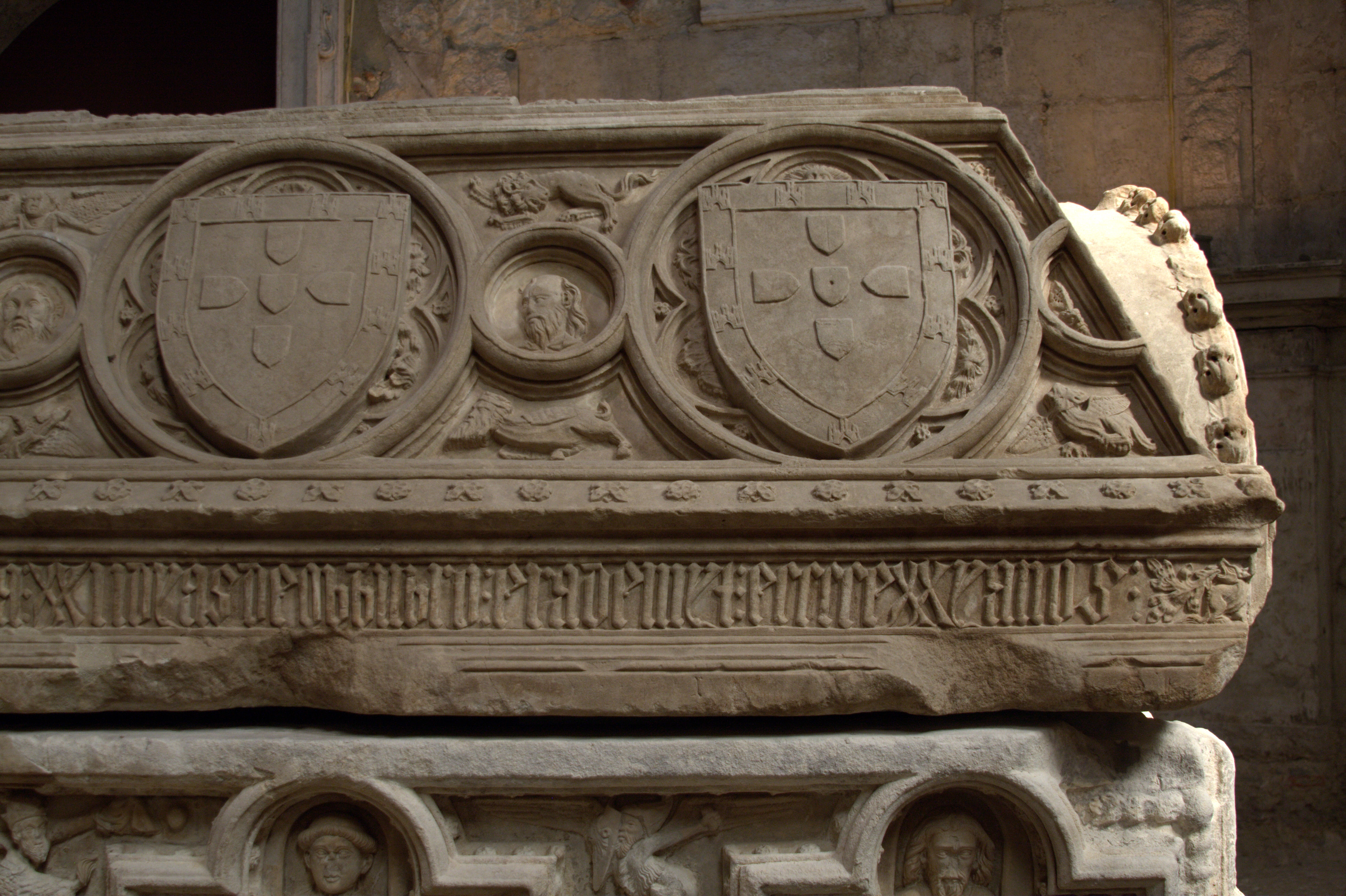
Sarkofág krále Fernanda I.
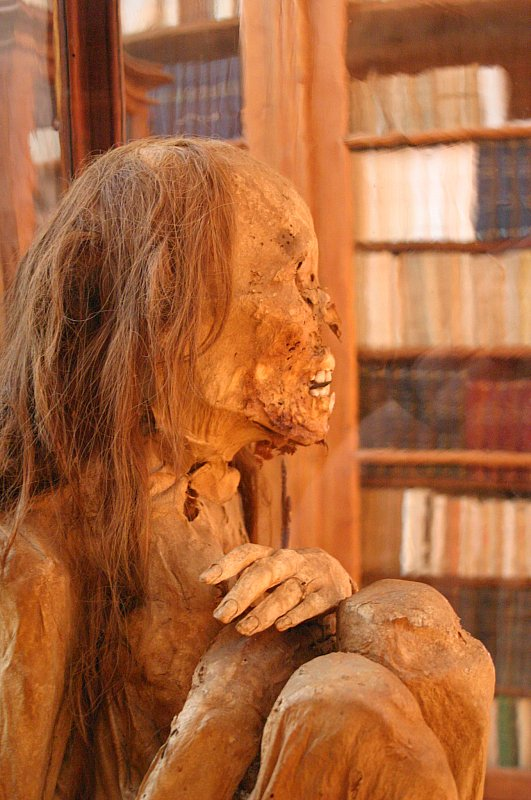
Peruánská mumie